# Palazzo Nazionale (Messico)

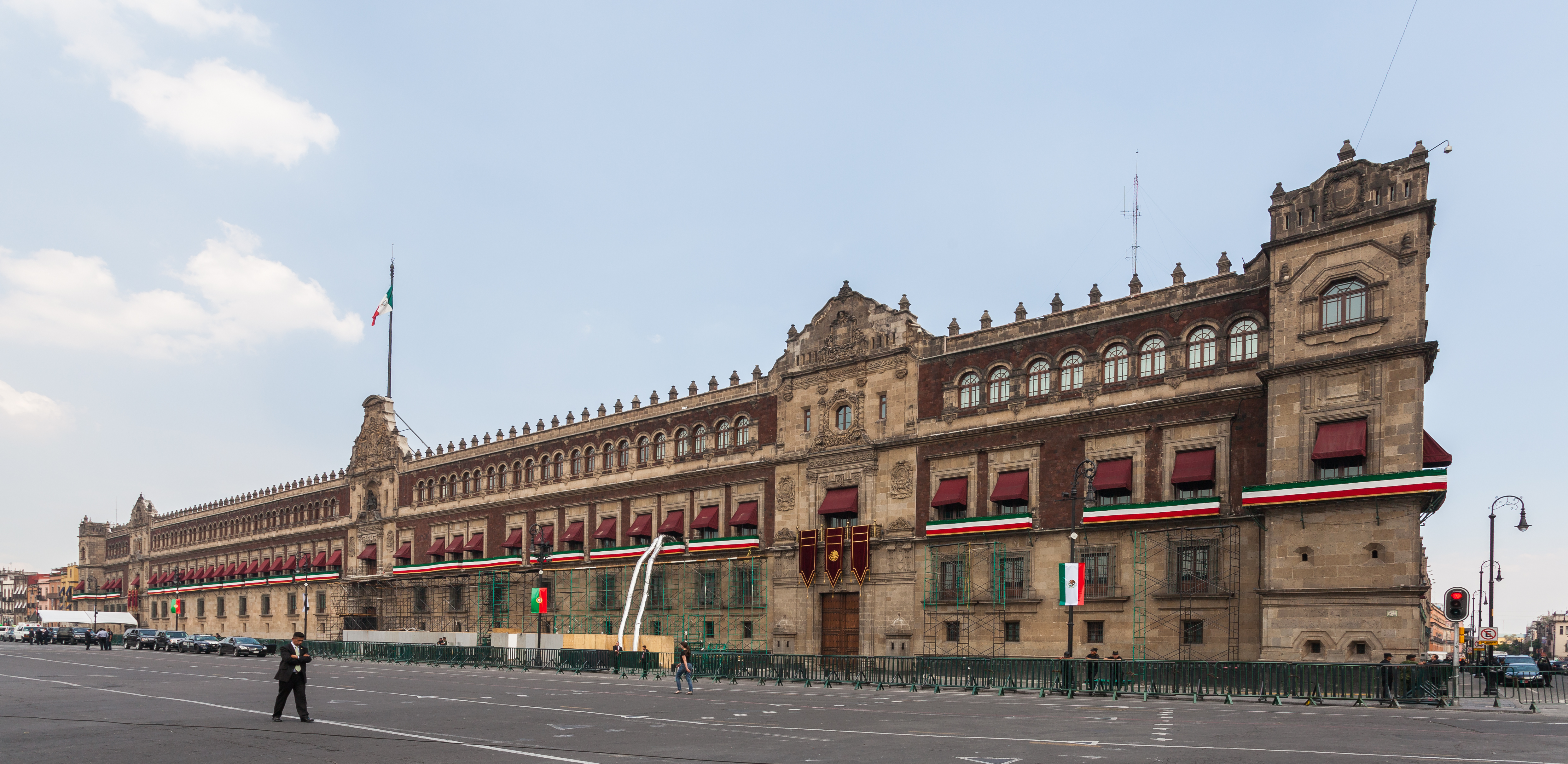
Palazzo Nazionale

Il Palazzo Nazionale è sede del potere esecutivo federale in Messico. Sorge su di un terreno di 40.000 m², situato nella Piazza della Costituzione di Città del Messico, in pieno Centro Storico. Il fronte del palazzo ha una lunghezza di oltre 200 metri.
L'edificio venne costruito nel 1563, dopo la Conquista del Messico sul terreno che era occupato dalla casa di Hernán Cortés costruita nel 1523. L'uso originale del palazzo fu quello di alloggio del viceré. Il primo viceré ad abitarci fu Luis de Velasco (Secondo Viceré della Nuova Spagna).
Più tardi il palazzo fu ristrutturato per ospitare anche i tribunali e il carcere della Corte Reale. L'edificio originale, dall'aspetto medioevale, iniziò a prendere il suo aspetto attuale di Costruzione barocca, dopo vari incendi che si sono succeduti nel XVII secolo, i lavori terminarono solo nel secolo successivo.

## Palazzo Nazionale
Nel 1821 il palazzo fu ribattezzato a seguito della Guerra d'Indipendenza del Messico, adottando da allora il nome di Palazzo Nazionale; nell'edificio risiedevano i tre poteri del paese: esecutivo, legislativo e giudiziario. Questi ultimi due successivamente verranno trasferiti in altri edifici della città.
Durante il XIX secolo vennero apportate nuove riforme al palazzo:
- 1852 ordinata dal presidente Mariano Arista
- Durante il Secondo Impero messicano ordinate dallo stesso imperatore Massimiliano d'Asburgo.

Nel periodo dell'Impero Asburgico il palazzo cambiò nome temporaneamente in Palazzo Imperiale.
Nel 1863 l'imperatore cambiò la sua residenza al Castello di Chapultepec, lasciando il Palazzo Imperiale come un edificio solamente amministrativo e di protocollo.

## Secoli XX e XXI

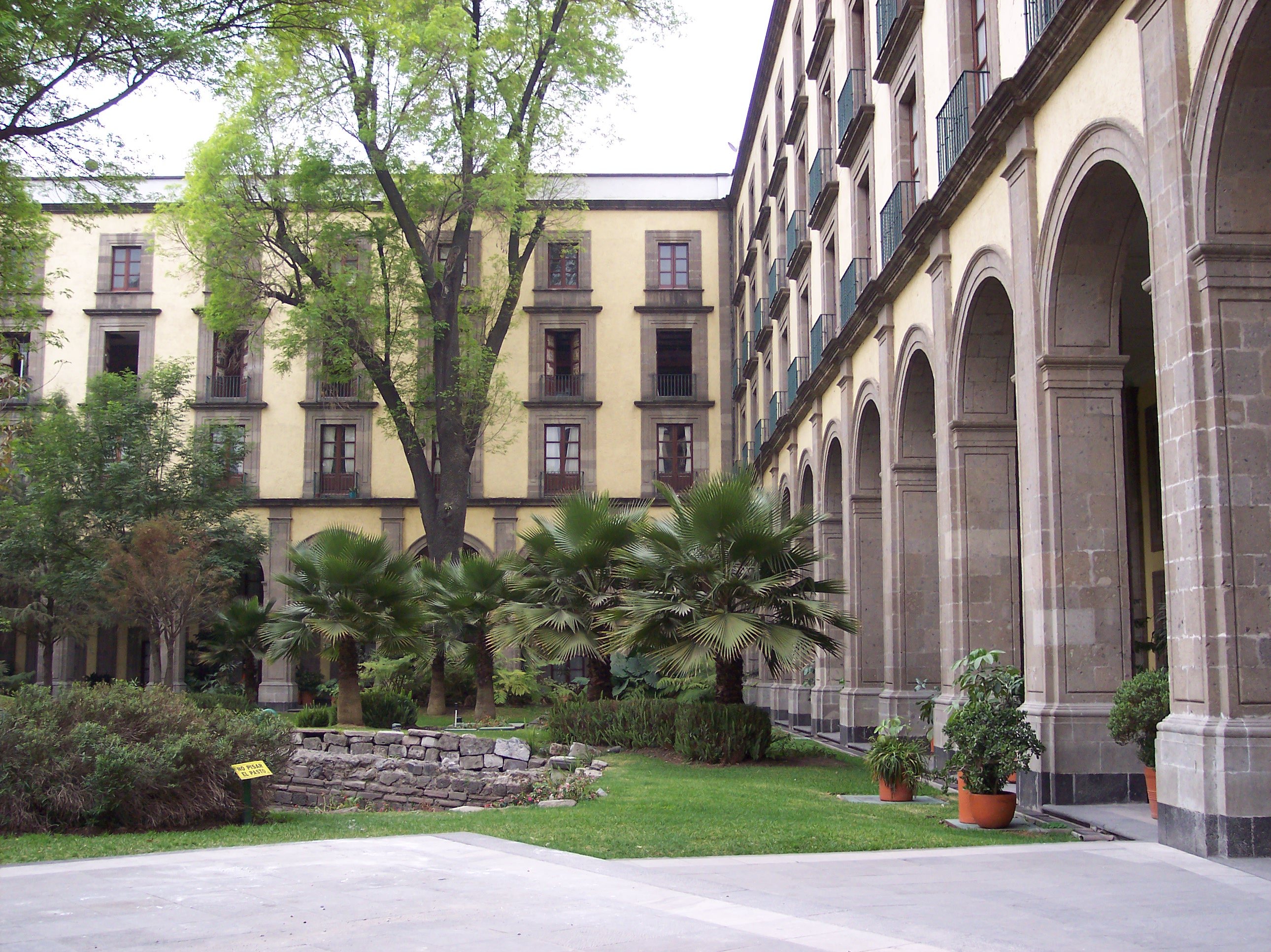
giardino del palazzo nazionale.

Alla fine del Secondo Impero nel 1867 il palazzo tornò a chiamarsi Palazzo Nazionale, e continuò a essere sede del potere esecutivo, oltre a tornare a essere la residenza ufficiale del capo di Stato del paese (finché Porfirio Díaz trasferì nuovamente la residenza a Chapultepec). 
Le ristrutturazioni importanti del XX secolo furono la costruzione del terzo livello, durante il governo di Plutarco Elías Calles, e il restauro completo del 1999-2000 durante il governo di Erneso Zedillo, che incluse la rimodellazione della cappella e la demolizione e il recupero di 14.000 metri quadrati, che con gli anni, avevano cambiato la destinazione d'uso originale. Durante l'amministrazione del Presidente Vicente Fox il segretario della Hacienda y Credito Publico Francisco Gil Diaz continuò i lavori di ristrutturazione, si finì il restauro del recinto parlamentare, si è aperto l'archivio di Francisco Madero ed è stata creata la pagina web per le visite virtuali al palazzo (in Inglese e in Spagnolo ) 
Sono inoltre stati demoliti alcuni palazzi degli anni '60 danneggiati dal terremoto del 1985.
Nel novembre del 2006 è terminata la costruzione dell'edificio che sostituisce gli edifici demoliti. La facciata della nuova costruzione mantiene la sintonia architettonica del resto del complesso. Include tra l'altro un museo, un negozio, un ristorante e parcheggi per i turisti.
Il palazzo continua a essere la sede ufficiale del potere esecutivo, anche se non è la residenza ufficiale del presidente (che è stata spostata a Los Pinos). Inoltre ospita le seguenti installazioni (i primi 5 punti sono chiusi al pubblico): 

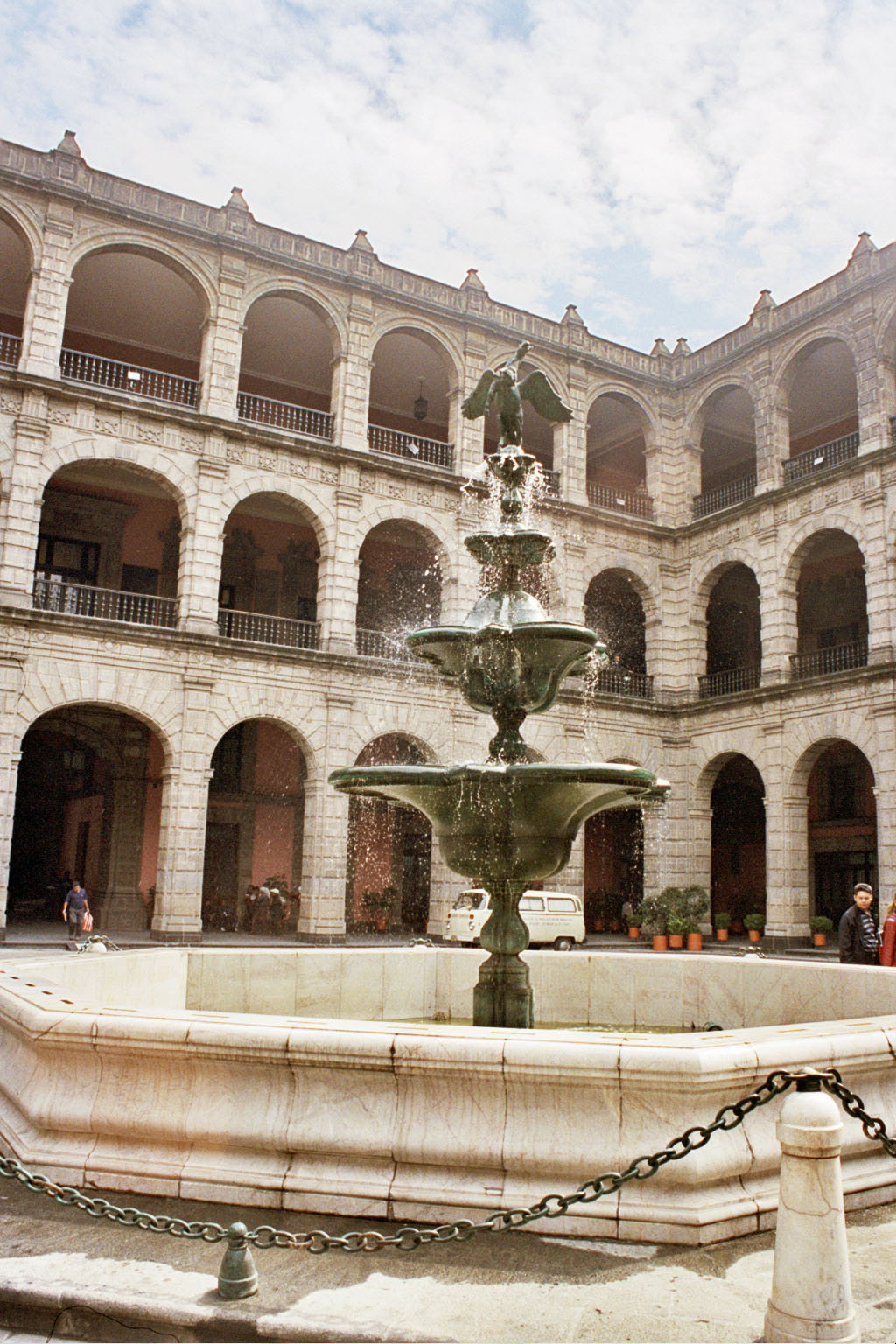
Fontana del palazzo nazionale.

- Ufficio del Segretario della Hacienda y Crédito Público (SHCP).
- Collezione Acervo Patrimoniale de la SHCP.
- Fondo Storico della SHCP (prima Biblioteca della SHCP nella la Antica Casa de Moneda o Capilla de la Emperatriz).
- Uffici della SHCP.
- Salone Guillermo Prieto.
- Musei di Benito Juárez.
- Recinto Parlamentare (antica camera dei deputati).
- Salone Juárez.
- Galleria dei rivoluzionari.
- Galleria dei Presidenti.
- Salone moresco.
- Salone Panamericano.
- Archivio di Francisco I Madero.
- Finestre Archeologiche.

Tra il 1929 e il 1951 il muralista Diego Rivera realizzò cinque murales nel secondo livello de cortile centrale e nello spazio della scala principale, tra cui il famoso Epopea del popolo messicano.